# EL Близнецов
EL Близнецов (лат. EL Geminorum) — двойная затменная переменная звезда типа Алголя (EA) в созвездии Близнецов на расстоянии приблизительно 5 270 световых лет (около 1 616 парсек) от Солнца. Видимая звёздная величина звезды — от +13,6m до +12,8m. Орбитальный период — около 1,4283 суток.

## Характеристики
Первый компонент — жёлто-белая звезда спектрального класса F7. Радиус — около 4,01 солнечных, светимость — около 16,042 солнечных. Эффективная температура — около 5767 К.